# Ángel Cayetano
Ángel Cayetano, vollständiger Name Ángel Gabriel Cayetano Pírez, (* 8. Januar 1991 in Montevideo) ist ein uruguayischer Fußballspieler.

## Karriere

### Verein
Der nach Angaben seines Vereins 1,71 Meter große Mittelfeldspieler Cayetano stammt aus der Jugend Danubios. Er stand mindestens seit der Clausura 2011 im Kader des Erstligisten Danubio. Für die Montevideaner bestritt er bis zum Abschluss der Spielzeit 2012/13 27 Spiele in der Primera División und erzielte einen Treffer. Auch in zwei Begegnungen der Copa Sudamericana 2012 lief er auf. In der Apertura 2013 kam er zu drei weiteren Erstligaeinsätzen. Anfang Januar 2014 wechselte er für sechs Monate auf Leihbasis zum Ligakonkurrenten Racing. Dort absolvierte er in der Clausura 2014 zwölf Erstligaspiele (kein Tor). Ende Juni 2014 wurde berichtet, dass Cayetano seine Karriere in der Schweiz fortsetzen werde. Von Ende August 2014 datieren Meldungen, dass er nunmehr in Reihen des FC Lugano stehe. Jedoch hatte Cayetano Lugano bereits zu Beginn des Monats wieder verlassen und schloss sich in seiner Heimat dem Erstligaabsteiger Cerro Largo FC an. Für den Klub aus Melo lief er in der ersten Saisonhälfte der Spielzeit 2014/15 13-mal in der Segunda División auf und schoss zwei Tore. Anfang Januar 2015 wechselte er zum zweiten Mal in seiner Karriere zum Erstligisten Racing und lief in der Clausura 2015 achtmal (kein Tor) in der Primera División auf. In der Apertura 2015 steht ein weiterer Ligaeinsatz (kein Tor) für ihn zu Buche. Im Januar 2016 schloss er sich auf Leihbasis dem peruanischen Erstligisten Real Garcilaso an, für den er elf Ligaspiele (kein Tor) absolvierte. Mitte August 2016 kehrte er zu Racing zurück und bestritt in der Saison 2016 acht Erstligapartien (kein Tor).

### Nationalmannschaft
Cayetano gehört auch der U-20-Nationalmannschaft Uruguays an. Mit dieser nahm an der U-20 Südamerikameisterschaft 2011 in Peru sowie an der U-20 Weltmeisterschaft 2011 in Kolumbien teil. Beim erstgenannten Turnier wurde er achtmal bei der WM dreimal eingesetzt.

### Erfolge
- U-20-Vize-Südamerikameister 2011